# Suzanne Dobelmann
Suzanne Dobelmann, née le 3 mai 1905 à Paris et morte le 11 juin 1993 à La Tronche, est une bibliothécaire française.

## Biographie
Elle est licenciée ès lettres puis diplômée de l'École nationale des chartes en 1930 après avoir soutenu sa thèse d'archiviste paléographe intitulée : La langue de Cahors depuis le début du XIIIe siècle jusqu'à la fin du XVIe siècle. Sa thèse est publiée en 1944 aux éditions Privat. La même année, elle épouse à Toulouse Julien Kravtchenko (1911-1994), professeur de mathématiques.
Elle a séjourné un an à Madrid (1931-1932) ayant été résidente de la Casa de Velázquez.
Au cours de sa carrière elle a reçu plusieurs distinctions en tant que membre de l'École des hautes études hispaniques (actuelle Casa de Velázquez), commandeur de l'Ordre des Palmes académiques et chevalier de l'Ordre National du Mérite.
Elle décède le 11 juin 1995 des suites d'une longue maladie.

## Carrière
En 1934 elle est nommée bibliothécaire à la bibliothèque municipale de Poitiers.
De 1937 à 1949 elle est bibliothécaire en chef à la bibliothèque municipale de Toulouse. En 1938 elle est à l'initiative de la création de l'Heure Joyeuse de Toulouse, une des premières sections jeunesse de province inspirée de l'Heure Joyeuse à Paris qui n'ouvrira qu'en 1940 en raison de la guerre,.
En 1945 elle est également directrice de la bibliothèque centrale de prêt de la Haute-Garonne au moment de sa création.
En 1949 elle est nommée conservateur, puis conservateur en chef à partir de 1967, à la bibliothèque universitaire de Grenoble.
Entre 1963 et 1967 elle fait édifier la section droit-lettres de la nouvelle bibliothèque universitaire de Grenoble-Saint-Martin-d'Hères.
Elle prend sa retraite le 1er novembre 1973.

## Publications
- « Chartes de coutumes du Quercy en langue d'oc, avec une introduction et un glossaire. Editions Occitania, Toulouse et Paris, E.-H. Guitard, 1929. In-12. I : Coutumes de Gourdon. 1929. In-12, 24 pages. (Extrait de Divona, 3e année, n° 28, novembre 1928.) - II : Coutumes de Verlhac-Tescou, 1929. (Extrait du Bulletin de la Société archéologique de Tarn-et-Garonne, t. LV, année 1927.) - III : Coutumes de Labastide-de-Penne et de Lapenche, 1930. In-8° », Bibliothèque de l'école des chartes, vol. 91,‎ 1930, p. 343-345 (lire en ligne)
- « Périodiques français non méridionaux », Annales du Midi : revue archéologique, historique et philologique de la France méridionale  Volume 43  Numéro 169,‎ année 1931, pp. 98-105 (lire en ligne)
- « Nécrologie Prosper Boissonnade », Annales du Midi : revue archéologique, historique et philologique de la France méridionale, vol. 48, no 192,‎ 1936, p. 429-432 (lire en ligne)
- « Syntaxe au dialecte de Cahors au Moyen âge », Annales du Midi : revue archéologique, historique et philologique de la France méridionale, vol. 64 Numéro 18,‎ 1952, p. 113-129 (lire en ligne)
- « Brian Dutton, La « Vida de San Millán de la Cogolla » de Gonzalo de Berceo (Estudio y edición crítica) [compte rendu] », Bulletin hispanique, vol. 74 Numéro 1,‎ 1972, p. 185-190 (lire en ligne)
- « Bibliothèque municipale de Toulouse : la bibliothèque pour enfants », Bulletin municipal de la Ville de Toulouse,‎ 1940, p. 307-326 (lire en ligne)
- « La section droit-lettres de la nouvelle Bibliothèque universitaire de Grenoble-Saint-Martin-d'Hères », Bulletin des bibliothèques de France (BBF), no 4,‎ 1969, p. 131-138 (ISSN 1292-8399, lire en ligne)